# Abocciputa pilosa
Abocciputa pilosa är en tvåvingeart som beskrevs av Adrian R.Plant 1989. Abocciputa pilosa ingår i släktet Abocciputa och familjen puckeldansflugor. Inga underarter finns listade i Catalogue of Life.